# 養父郡 (兵庫縣)
養父郡（日语：／ Yabu gun */?）是過去位於兵庫縣北部的郡，已於2004年4月1日因無管轄町村而被廢除。
過去的範圍包括現在的養父市大部分區域、朝來市北部地區、豐岡市西南部一小部分地區。

## 歷史
在令制國時代屬於但馬國。19世紀末江戶時代結束之際，養父郡大部分地區屬於幕府的領地，另有少部分地區屬於出石藩。
隨著1868年幕府的結束及接著實施的廢藩置縣政策，曾分別先後隸屬府中裁判所、久美濱縣、出石縣，1871年全數被整併到豐岡縣內，1876年再次整併到兵庫縣。
1879年實施郡區町村編制法，正式的設置了近代的行政區劃「養父郡」，但當時是與朝來郡共同設置「養父朝來郡役所」，郡役所設於朝來郡和田山村（位於現在的朝來市）。

### 沿革

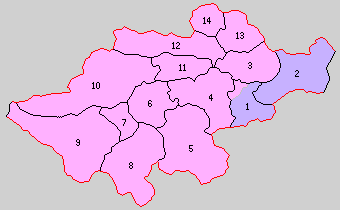
1889年養父郡轄下的行政區劃
1.大藏村 2.糸井村 3.養父市場村 4.廣谷村 5.建屋村 6.口大屋村 7.大屋村 8.西谷村 9.南谷村 10.關宮村 11.高柳村 12.八鹿村 13.伊佐村 14.宿南村
（桃色：現屬養父市、紫色：現屬朝來市）

- 1889年4月1日：實施町村制，養父郡下設：大藏村（日语：大蔵村 (兵庫県)）、糸井村（日语：糸井村）、養父市場村、廣谷村、建屋村（日语：建屋村）、口大屋村（日语：口大屋村）、大屋村（日语：大屋村 (兵庫県)）、西谷村（日语：西谷村 (兵庫県養父郡)）、南谷村（日语：南谷村 (兵庫県)）、關宮村（日语：関宮村）、高柳村（日语：高柳村 (兵庫県)）、八鹿村、伊佐村（日语：伊佐村）、宿南村（日语：宿南村）。（14村）
- 1902年07月1日：實施郡制（日语：郡制），設立郡參事會（日语：郡参事会）。
- 1913年01月1日：八鹿村改制為八鹿町（日语：八鹿町）。（1町13村）
- 1923年04月1日：廢除郡會和郡參事會。
- 1926年07月1日：廢除郡役所，此後郡不再作為行政區劃，只作為地名的表示。
- 1927年04月15日：廣谷村改制為廣谷町（日语：広谷町）。（2町12村）
- 1940年12月11日：養父市場村改制為並改名為養父町（日语：養父町）。（3町11村）
- 1955年02月1日：（3町8村）
  - 宿南村的赤崎、朝倉地區被併入城崎郡日高町（日语：日高町 (兵庫県)）（現已合併為豐岡市）。
  - 八鹿町、高柳村、伊佐村和宿南村其他地區合併為新設立的八鹿町。[2]
- 1955年3月31日：（5町2村）
  - 口大屋村、大屋村、南谷村、西谷村合併為大屋町（日语：大屋町）。[2]
  - 糸井村、大藏村合併為南但町（日语：南但町）。
- 1956年08月1日：關宮村和美方郡熊次村（日语：熊次村）合併為關宮町（日语：関宮町）。[2]（6町1村）
- 1956年9月30日：（5町）
  - 廣谷町、建屋村合併為明神町。[2]
  - 南但町和朝來郡和田山町、竹田町（日语：竹田町 (兵庫県)）合併為和田山町（日语：和田山町）（現已合併為朝來市），隸屬朝來郡。
- 1957年03月31日：原養父町被併入明神町，同時明神町改名為養父町（日语：養父町）。[2]（4町）
- 1959年04月1日：朝來郡和田山町的部分地區被併入養父町。[2]
- 2004年04月1日：八鹿町、養父町、大屋町和關宮町合併為養父市[2]，並脫離養父郡；同時養父郡因無管轄町村而被廢除。

### 變遷表
| 1889年4月1日                  | 1889年-1926年                 | 1926年-1944年                 | 1944年-1954年         | 1954年-1989年         | 1954年-1989年                | 1954年-1989年                         | 1989年-現在         | 現在                |
| ----------------------------- | ----------------------------- | ----------------------------- | --------------------- | --------------------- | ---------------------------- | ------------------------------------- | ------------------- | ------------------- |
| 大藏村                        | 大藏村                        | 大藏村                        | 大藏村                | 1955年3月31日 南但町  | 1956年9月30日 朝來郡和田山町 | 1956年9月30日 朝來郡和田山町          | 2005年4月1日 朝來市 | 2005年4月1日 朝來市 |
| 糸井村                        |                               |                               |                       | 1955年3月31日 南但町  | 1956年9月30日 朝來郡和田山町 | 1956年9月30日 朝來郡和田山町          | 2005年4月1日 朝來市 | 2005年4月1日 朝來市 |
| 關宮村                        | 關宮村                        | 關宮村                        | 關宮村                | 關宮村                | 1956年8月1日 關宮町          | 1956年8月1日 關宮町                   | 2004年4月1日 養父市 | 2004年4月1日 養父市 |
| 美方郡熊次村                  |                               |                               |                       |                       | 1956年8月1日 關宮町          | 1956年8月1日 關宮町                   | 2004年4月1日 養父市 | 2004年4月1日 養父市 |
| 養父市場村                    | 養父市場村                    | 1940年12月11日 養父町         | 1940年12月11日 養父町 | 1940年12月11日 養父町 | 1940年12月11日 養父町        | 1957年3月31日 併入明神町 更名為養父町 | 2004年4月1日 養父市 | 2004年4月1日 養父市 |
| 廣谷村                        | 廣谷村                        | 1927年4月15日 廣谷町          | 1927年4月15日 廣谷町  | 1927年4月15日 廣谷町  | 1956年9月30日 明神町         | 1957年3月31日 更名為養父町            | 2004年4月1日 養父市 | 2004年4月1日 養父市 |
| 建屋村                        |                               |                               |                       |                       | 1956年9月30日 明神町         | 1957年3月31日 更名為養父町            | 2004年4月1日 養父市 | 2004年4月1日 養父市 |
| 口大屋村                      | 口大屋村                      | 口大屋村                      | 口大屋村              | 1955年3月31日 大屋町  | 1955年3月31日 大屋町         | 1955年3月31日 大屋町                  | 2004年4月1日 養父市 | 2004年4月1日 養父市 |
| 大屋村                        |                               |                               |                       | 1955年3月31日 大屋町  | 1955年3月31日 大屋町         | 1955年3月31日 大屋町                  | 2004年4月1日 養父市 | 2004年4月1日 養父市 |
| 西谷村                        |                               |                               |                       | 1955年3月31日 大屋町  | 1955年3月31日 大屋町         | 1955年3月31日 大屋町                  | 2004年4月1日 養父市 | 2004年4月1日 養父市 |
| 南谷村                        |                               |                               |                       | 1955年3月31日 大屋町  | 1955年3月31日 大屋町         | 1955年3月31日 大屋町                  | 2004年4月1日 養父市 | 2004年4月1日 養父市 |
| 高柳村                        | 高柳村                        | 高柳村                        | 高柳村                | 1955年2月1日 八鹿町   | 1955年2月1日 八鹿町          | 1955年2月1日 八鹿町                   | 2004年4月1日 養父市 | 2004年4月1日 養父市 |
| 八鹿村                        | 1913年1月1日 八鹿町           | 1913年1月1日 八鹿町           | 1913年1月1日 八鹿町   | 1955年2月1日 八鹿町   | 1955年2月1日 八鹿町          | 1955年2月1日 八鹿町                   | 2004年4月1日 養父市 | 2004年4月1日 養父市 |
| 伊佐村                        |                               |                               |                       | 1955年2月1日 八鹿町   | 1955年2月1日 八鹿町          | 1955年2月1日 八鹿町                   | 2004年4月1日 養父市 | 2004年4月1日 養父市 |
| 宿南村                        |                               |                               |                       | 1955年2月1日 八鹿町   | 1955年2月1日 八鹿町          | 1955年2月1日 八鹿町                   | 2004年4月1日 養父市 | 2004年4月1日 養父市 |
| 1955年2月1日 併入城崎郡日高町 | 1955年2月1日 併入城崎郡日高町 | 1955年2月1日 併入城崎郡日高町 | 2005年4月1日 豐岡市   | 2005年4月1日 豐岡市   |                              |                                       |                     |                     |